# Prison royale (Cadix)

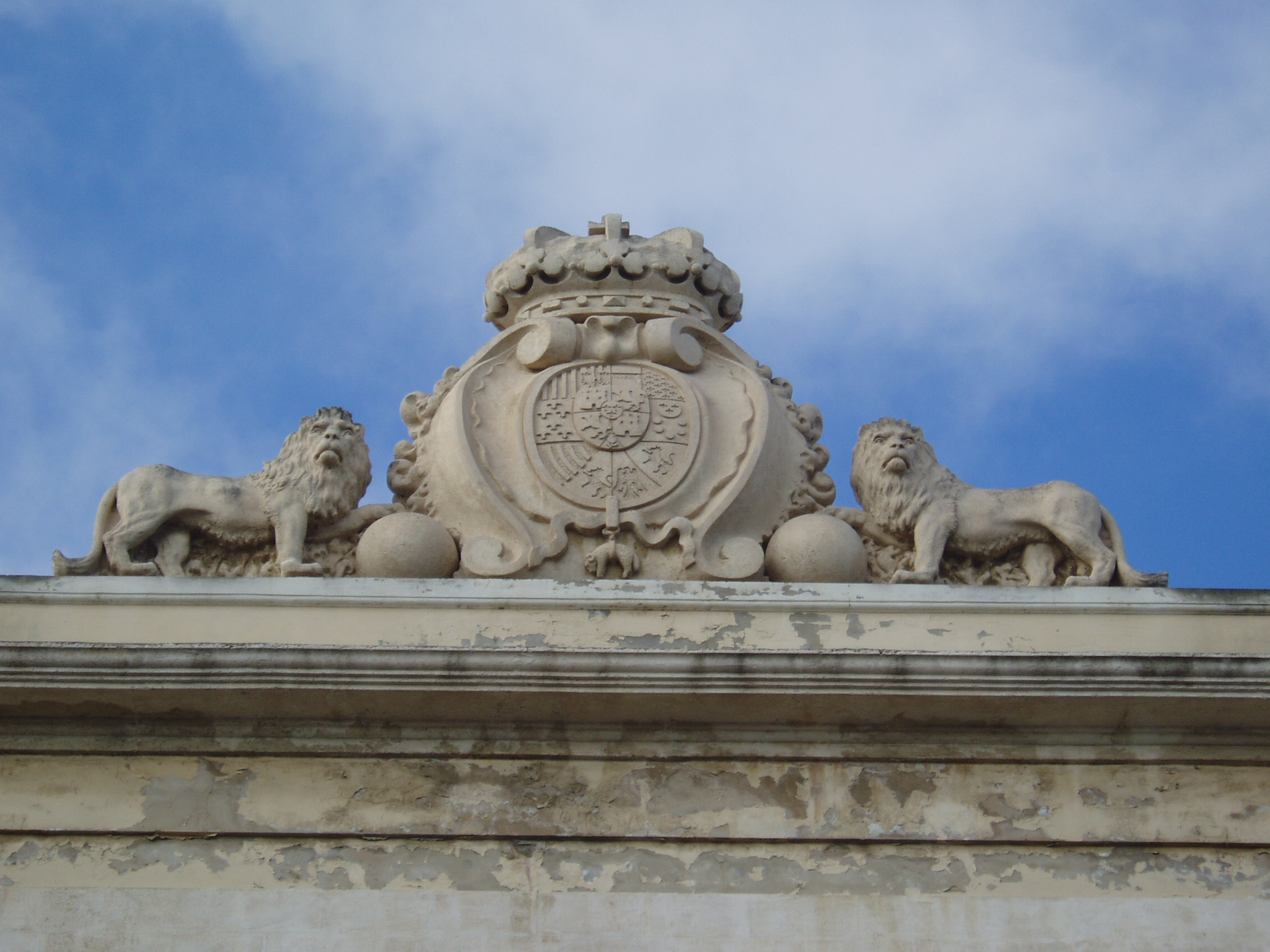
Détails : Armoiries et lions.

Le bâtiment de la Prison Royale (espagnol : Cárcel Real) est l'un des édifices les plus emblématiques construits à l'époque des Lumières en Espagne.

## Histoire
En 1792 la ville de Cadix, en réponse aux mauvaises répartition, situation et construction de l'ancien bâtiment de la prison, décide d'en construire une nouvelle, dans un endroit plus aéré et avec une capacité adaptée à la population. Elle est dessinée en 1794 par Torcuato Benjumeda (es), le plus représentatif de tous les architectes qui travaillent dans la ville, à une époque du début du déclin économique où la mode est au néo-classicisme, qui contraste avec la prédominance baroque, considérée alors comme décadent et même désagréable. Le coût total de la construction s'élève à 3,5 millions de reals.
Le bâtiment commence à être utilisé en 1836 quand une grande partie de celui-ci est terminée par l'architecte Juan Daura (es). La dernière partie, proche de la mer, ne sera pas terminée avant 1990 lors d'une réhabilitation par le ministère de la Justice afin de lui permettre d'accueillir les tribunaux, et qui sort le bâtiment d'un état proche de la ruine. 
Le bâtiment abrite aujourd'hui la Maison de l'Amérique latine (Casa de Iberoamérica), un centre culturel géré par la Sociedad Municipal Cádiz 2012 avec plusieurs salles pour des expositions, des rencontres et des événements culturels.